# Partidul Conservator (România, 1880–1918)
Partidul Conservator a fost între 1880 și 1918 una dintre cele două forțe politice principale din România, cealaltă fiind Partidul Național Liberal. A fost partid de guvernare timp de 14 ani, mai mult de o treime din existența sa.
A fost fondat pe 3 februarie 1880 în București, pe baza unor doctrine ale diverselor grupuri conservatoare existente dinainte. Precursorii partidului au fost gruparea politică „Juna Dreaptă” (noiembrie 1868) și ziarul Timpul (fondat martie 1876).
Partidul se baza pe susținerea marilor proprietari de pământ, burghezia, și a unor intelectuali. Politica economică se baza pe susținerea industriei ușoare, dar nu se împotriveau nici investițiilor în industria grea.
Răscoala țărănească din 1907 a demonstrat necesitatea efectuării unor reforme pe scena politică și socială din România. Acesta este motivul pentru care conservatorii au acceptat în 1913 o serie de reforme, cum ar fi votul universal, promovat de liberali. După Marea Unire a Transilvaniei cu România, conservatorii nu au mai jucat însă un rol important în politica României.
La începutul secolului XX, partidul a suferit mai multe rupturi. În ianuarie 1908, Take Ionescu a părăsit partidul pentru a forma Partidul Conservator-Democrat (PCD). În mai 1915, a părăsit partidul Nicolae Filipescu împreună cu un grup care susținea intrarea în primul război mondial de partea Antantei; în octombrie 1916, grupările lui Filipescu și Ionescu au fuzionat în Partidul Conservator Naționalist.
În perioada 1918–1919 partidul s-a rupt în Partidul Conservator-Democrat (care a fuzionat în 1922 cu Partidul Național-Țărănesc) și Partidul Conservator-Progresist.

## Guverne formate
- Theodor Rosetti (23 martie – 12 noiembrie 1888)
- Theodor Rosetti (12 noiembrie 1888 – 26 martie 1889)
- Lascăr Catargiu (29 martie – 3 noiembrie 1889)
- George Manu (5 noiembrie 1889 – 15 februarie 1891)
- Ion Emanuel Florescu (21 februarie – 25 noiembrie 1891)
- Lascăr Catargiu (27 noiembrie 1891 – 3 octombrie 1895)
- Gheorghe Grigore Cantacuzino (11 aprilie 1899 – 7 iulie 1900)
- Petre P. Carp (7 iulie 1900 – 13 februarie 1901)
- Gheorghe Grigore Cantacuzino (22 decembrie 1904 – 12 martie 1907)
- Petre P. Carp (29 decembrie 1910 – 28 martie 1912)
- Titu Maiorescu (14 octombrie 1912 – 31 decembrie 1913)
- Alexandru Marghiloman (5 martie – 24 octombrie 1918)

## Președinții partidului

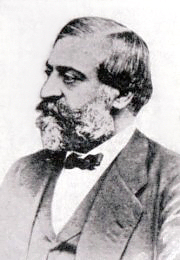
Emanoil (Manolache) Costache Epureanu (februarie–septembrie 1880)
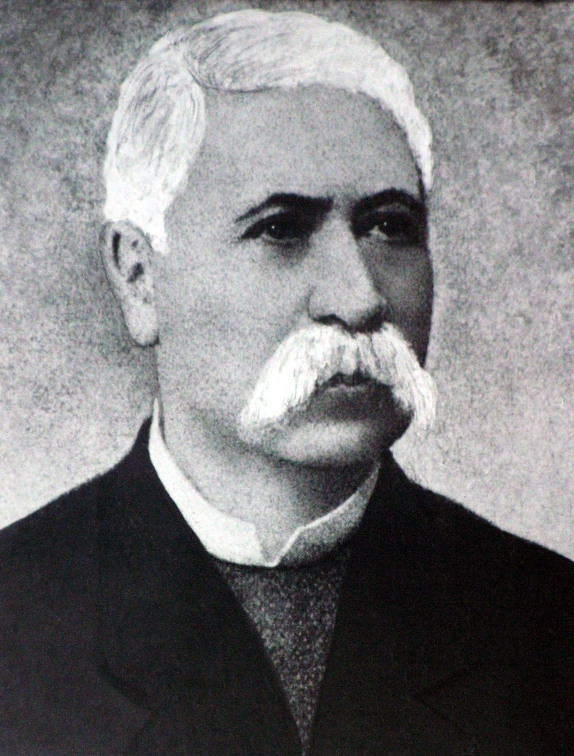
Lascăr Catargiu (1880-1899)
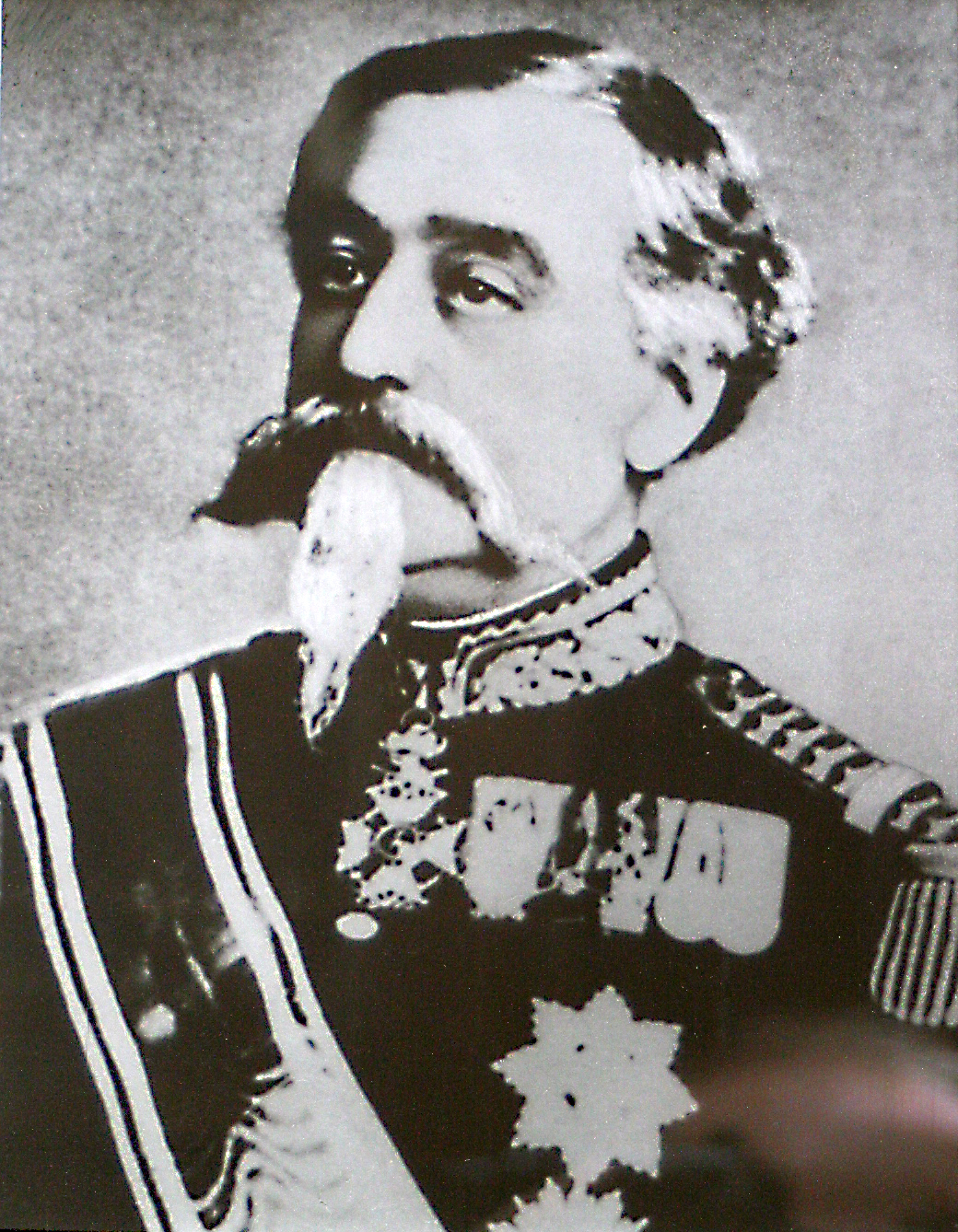
Ion Emanuel Florescu (1891)
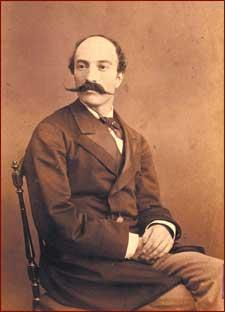
Petre P. Carp (1907-1913)
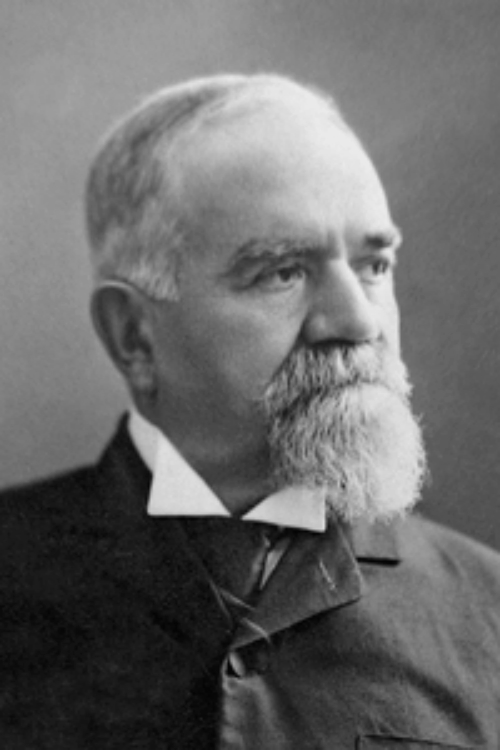
Titu Maiorescu (1913-1917)

## Alți membri importanți
- Alexandru Lahovari
- Dimitrie S. Nenițescu
- Mihail G. Cantacuzino
- Dimitrie A. Grecianu
- Constantin Garoflid[1].

## Publicațiile partidului
- Timpul (15 martie 1876 – 17 martie 1884; 13 noiembrie 1889 – 14 decembrie 1900)
- Epoca (16 noiembrie 1885 – 14 iunie 1889; 2 decembrie 1895 – 13 februarie 1901)
- Conservatorul (15 decembrie 1900 – 15 noiembrie 1914)
- Steagul (14 noiembrie 1914 – iulie 1922)